# Perognathus merriami
Perognathus merriami is een zoogdier uit de familie van de wangzakmuizen (Heteromyidae). De wetenschappelijke naam van de soort werd voor het eerst geldig gepubliceerd door J.A. Allen in 1892. De wetenschappelijke naam verwijst naar Clinton Hart Merriam.

## Voorkomen
De soort komt voor in Mexico en de Verenigde Staten.